# Rauma (Finland)
Rauma (Zweeds: Raumo) is een gemeente en stad in het Finse landschap Satakunta. De gemeente heeft een landoppervlakte van 496,35 km² en telt 38.667 inwoners (2022). Rauma staat sinds de 18e eeuw bekend om zijn kant en heeft een historisch centrum met 18e- en 19e-eeuwse houten huizen, dat sinds 1991 op de UNESCO-Werelderfgoedlijst staat. Ook is Rauma bekend vanwege zijn karakteristieke dialect, Rauman giäl.

## Geschiedenis
Rauma is een van de oudste havensteden van Finland en kreeg in 1442 stadsrechten. De stad is rond een franciscaner klooster gebouwd, waarvan de kerk nog bestaat. De meeste huizen en gebouwen waren gemaakt van hout. In 1682 werd een groot deel van de stad door brand verwoest, maar het werd grotendeels herbouwd op dezelfde plaats. Rauma is nu een moderne stad met een oude historische kern met veel houten huizen. Het oude stadhuis is een monument.

## Economie
Na de Tweede Wereldoorlog nam de industriële activiteit in de stad sterk toe. Er kwam een scheepswerf en diverse installaties voor de productie van papier en pulp werden uitgebreid. Bij de grote UPM papierfabriek werken ruim 600 mensen en er kan jaarlijks 1,2 miljoen ton papier worden geproduceerd. Rauma is de op vijf na grootste haven van Finland. Per jaar wordt zo’n zes miljoen ton aan goederen, vooral papier, verwerkt. De werf ging medio 2014 dicht, wat tot een verlies van circa 700 arbeidsplaatsen leidde.

## Sport
Voetbalclub Pallo-Iirot Rauma speelt zijn thuiswedstrijden in het Äijänsuo-stadion in Rauma.

## Partnersteden
Rauma onderhoudt jumelages met Gävle (Zweden), Gjøvik (Noorwegen), Næstved (Denemarken), Álftanes (IJsland), Kaposvár (Hongarije) en Kolpino (Rusland).

## Geboren in Rauma
- Timo Katila (1956), componist en muziekpedagoog
- Timo Soini (1962), politicus